# Église Saint-Médard de Chevregny
L'église Saint-Médard de Chevregny est une église située à Chevregny, en France.

## Localisation
L'église est située sur la commune de Chevregny, dans le département de l'Aisne.